# Toivo Paatela
Pour les articles homonymes, voir Paatela.
Jalo Toivo Paatela (né Pavén le 13 octobre 1890 à Vantaa et mort le 14 août 1962 à Nurmijärvi) est un architecte finlandais.

## Biographie
Toivo Paatela est élève du lycée Ressu et passe son baccalauréat en 1910.
En 1914, il obtient son diplôme d'architecte de l'école supérieure technique de Finlande.
En 1919, avec son frère Jussi Paatela il fonde un cabinet d'architecte installé au 34, rue Yrjönkatu à Helsinki.
Toivo Paatela fait des voyages d'études en Italie (1922–1923 et 1925–1926), en Allemagne (1929), et en France (1929) ainsi qu'en Belgique, aux Pays-Bas et en Suisse,.
Pour ces voyages, il obtient des bourses d'études de la fondation Frans Sjöström, de la fondation Alfred Kordelin (1932) et de l'université d'Helsinki (1933, 1938).

## Ouvrages majeurs

### Ouvrages conçus par Toivo Paatela
- Siège de la banque OKO, Helsinki 1932
- Église de Koski Tl, Koski Tl, 1935
- Bâtiment commercial de Savonie-Carélie, Viipuri, 1937,
- siège social et entrepôt central de Kesko, Helsinki, 1940
- Église de la Résurrection du Christ, Jyväskylä, 1954
- Église orthodoxe de Lahti, 1955
- Église orthodoxe de Lieksa
- Église Saint-Nicolas, Imatra, 1956
- Institut agronomique, Järvenpää

### Ouvrages conçus avec Jussi Paatela
- Château d'eau de Vaasa, 1915
- Simonkatu 6, Helsinki, 1921
- Yrjönkatu 34, Helsinki, 1924
- Ancienne bibliothèque, Tampere, 1925
- Lapinlahdenkatu 25, Helsinki, 1926
- Liisankatu 18 - Snellmaninkatu 25, Helsinki, 1927
- Rauhankatu 8 - Mariankatu 13b, Helsinki, 1927
- Athena, Siltavuorenpenger 20, 1928
- Mikonkatu 9 - Yliopistonkatu 7, Helsinki, 1928
- Bâtiment de la banque Atlaspankki, Mikonkatu 9, Helsinki, 1929
- Meritullinkatu 33, Helsinki, 1929
- Kansakoulukatu 10 - Fredrikinkatu 57, Helsinki, 1929
- Ecole professionnelle de Liminka, Oulu, 1929
- Hôpital de Kinkomaa, Muurame, 1930
- Sanatorium de Ahvenisto, Vanaja, 1931
- Sanatorium de Päivärinne (fi), Muhos, 1932

## Galerie

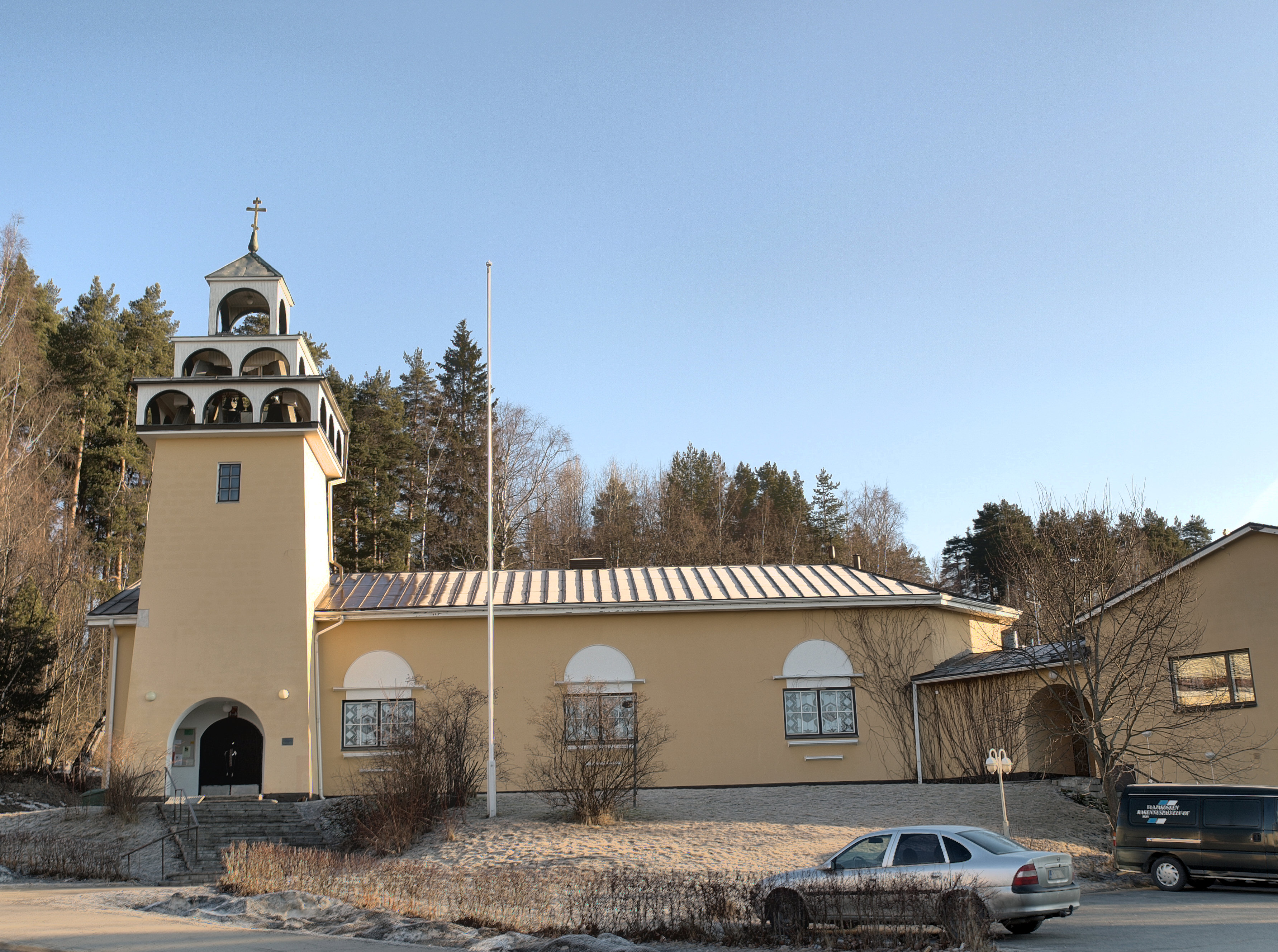
Église de la Résurrection du Christ
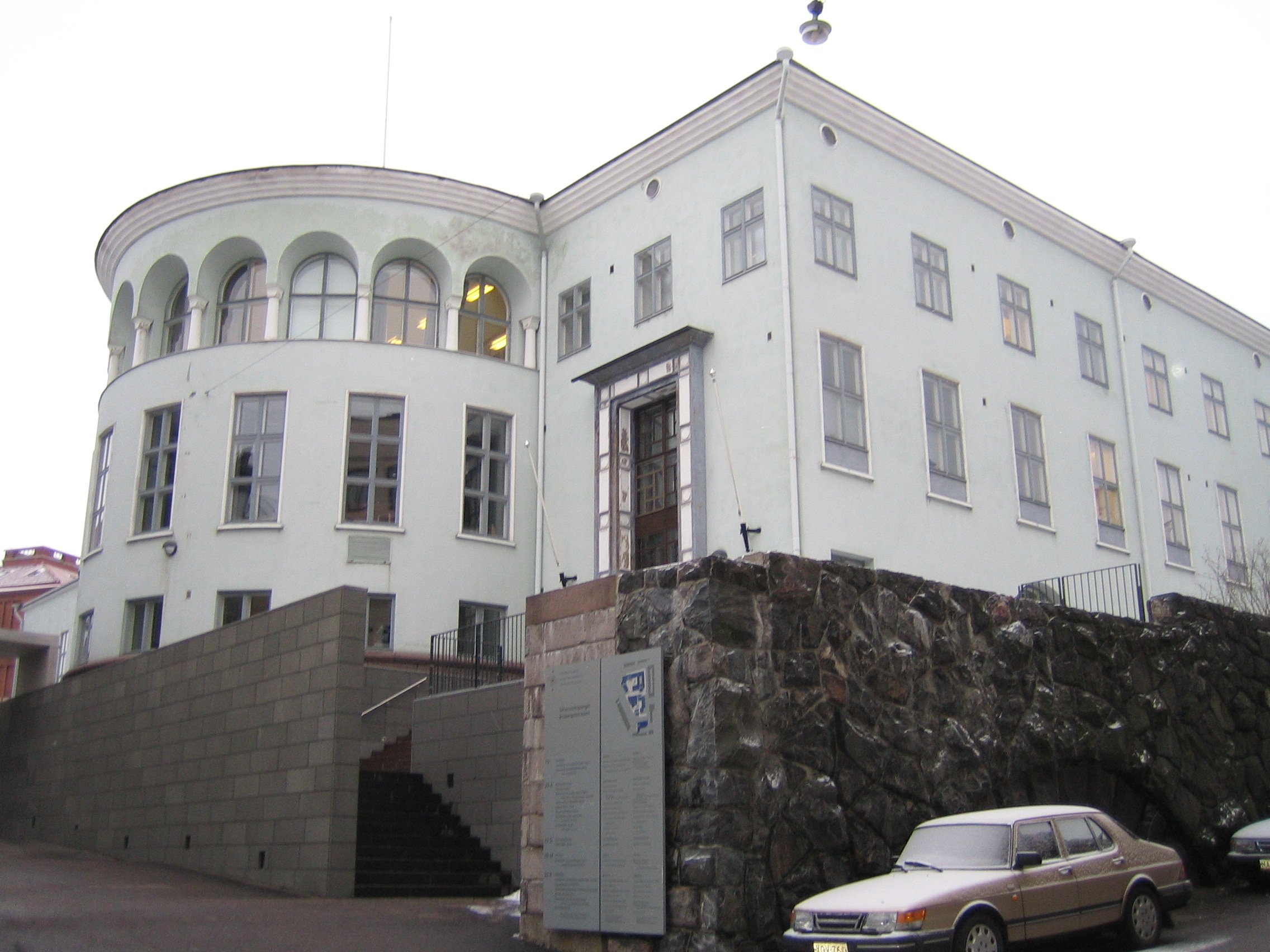
Bâtiment Athena, Helsinki.
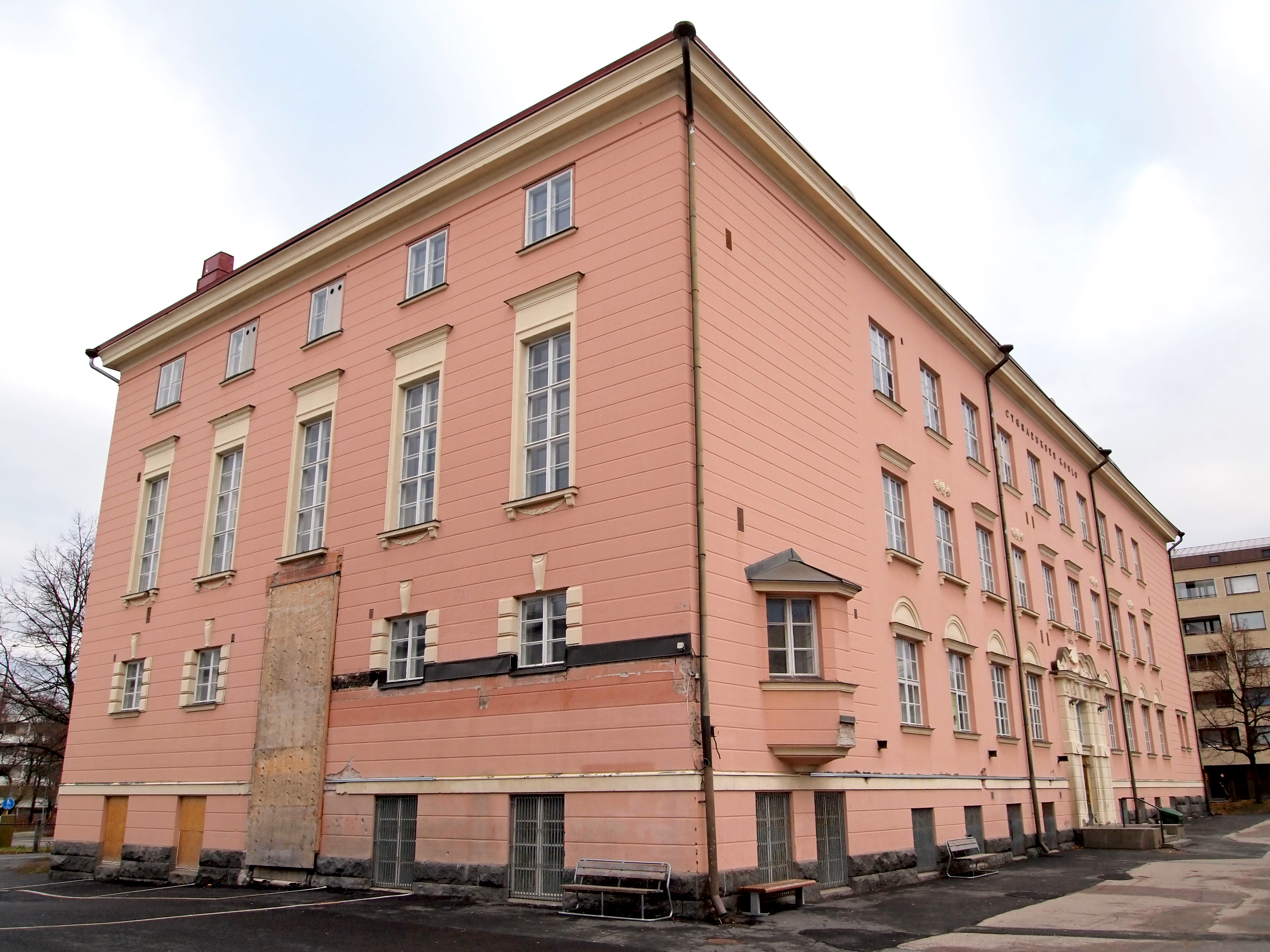
École Cygnaeus à Jyväskylä.
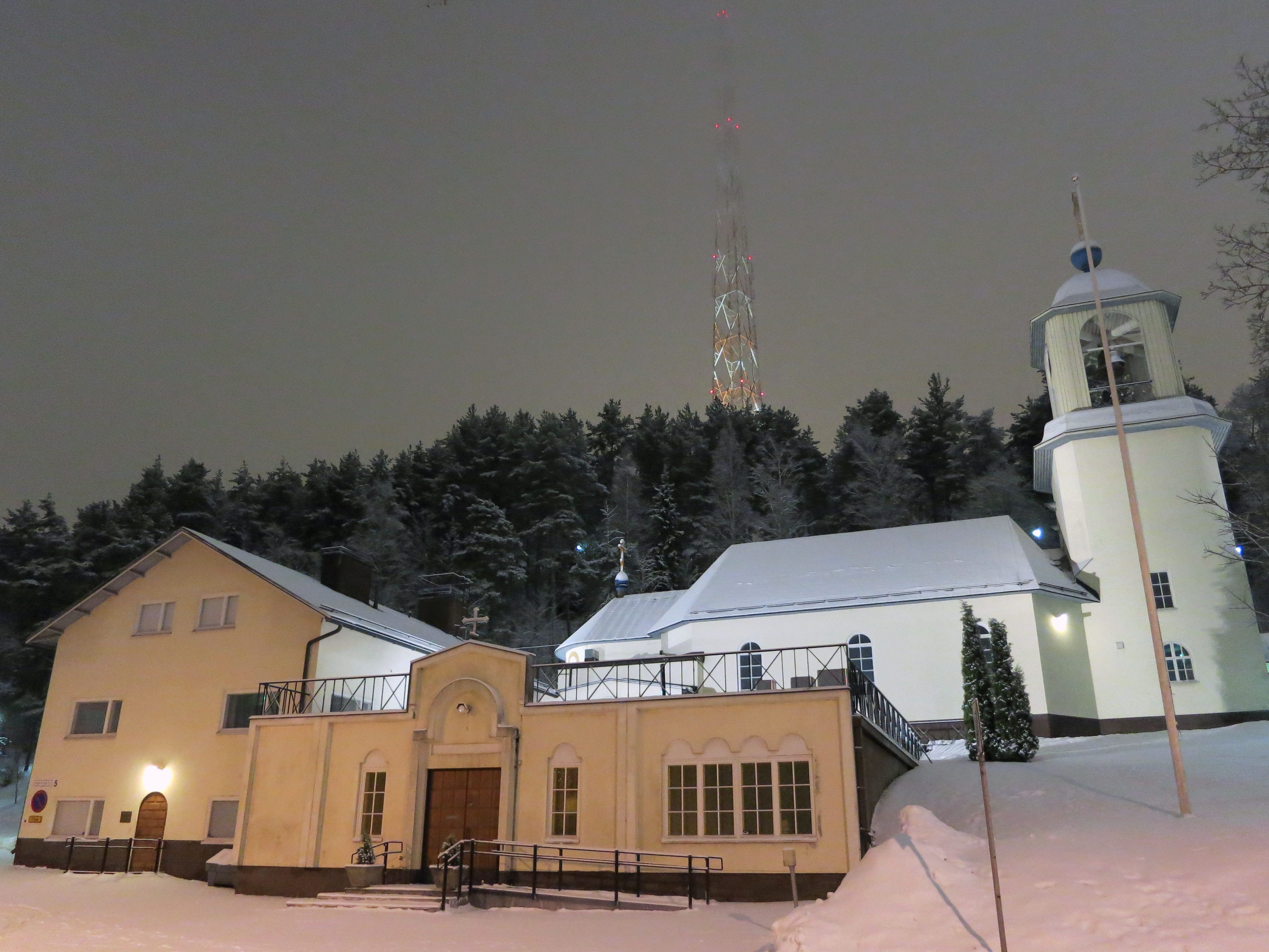
Église de la Sainte Trinité à Lahti.
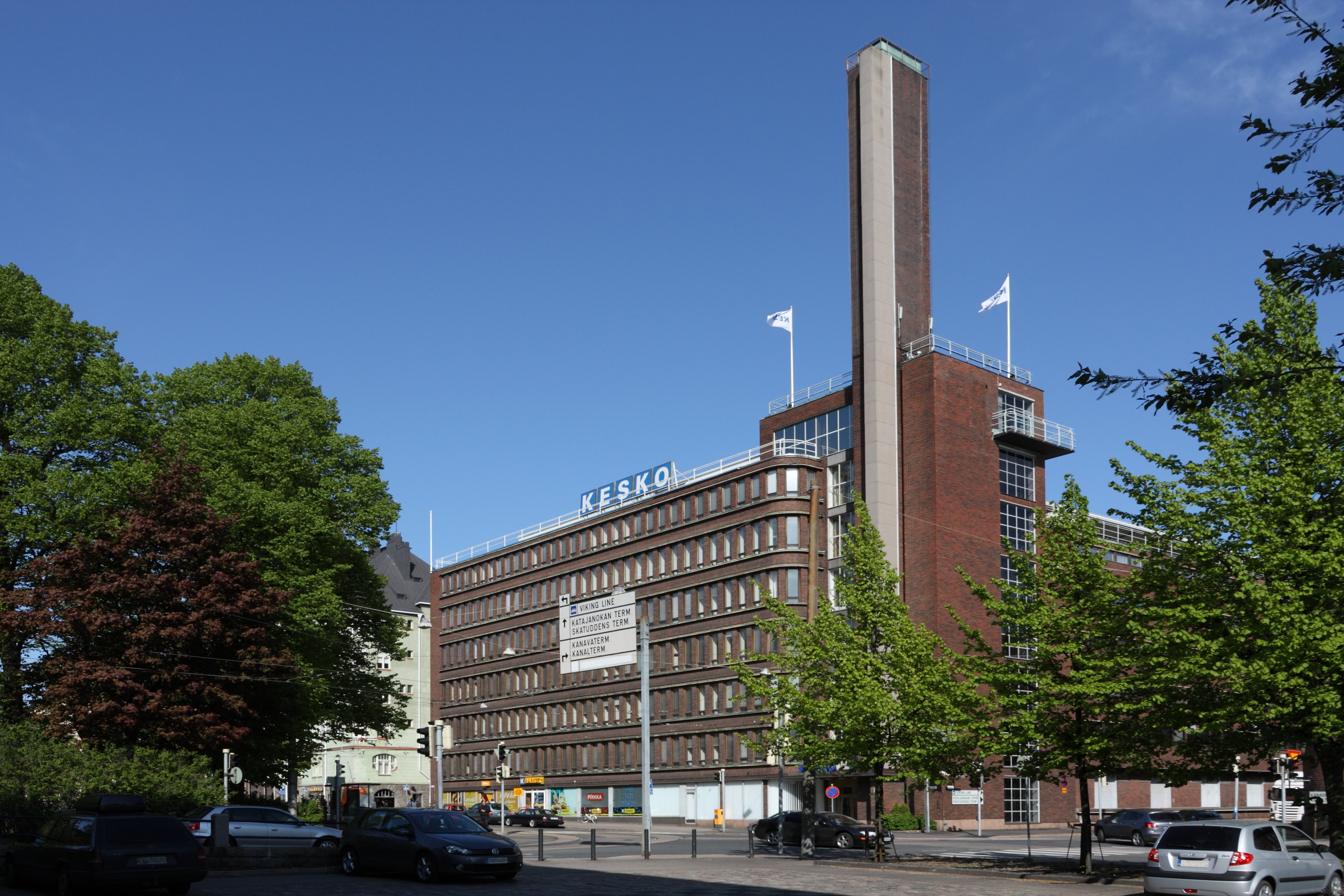
Siège de Kesko
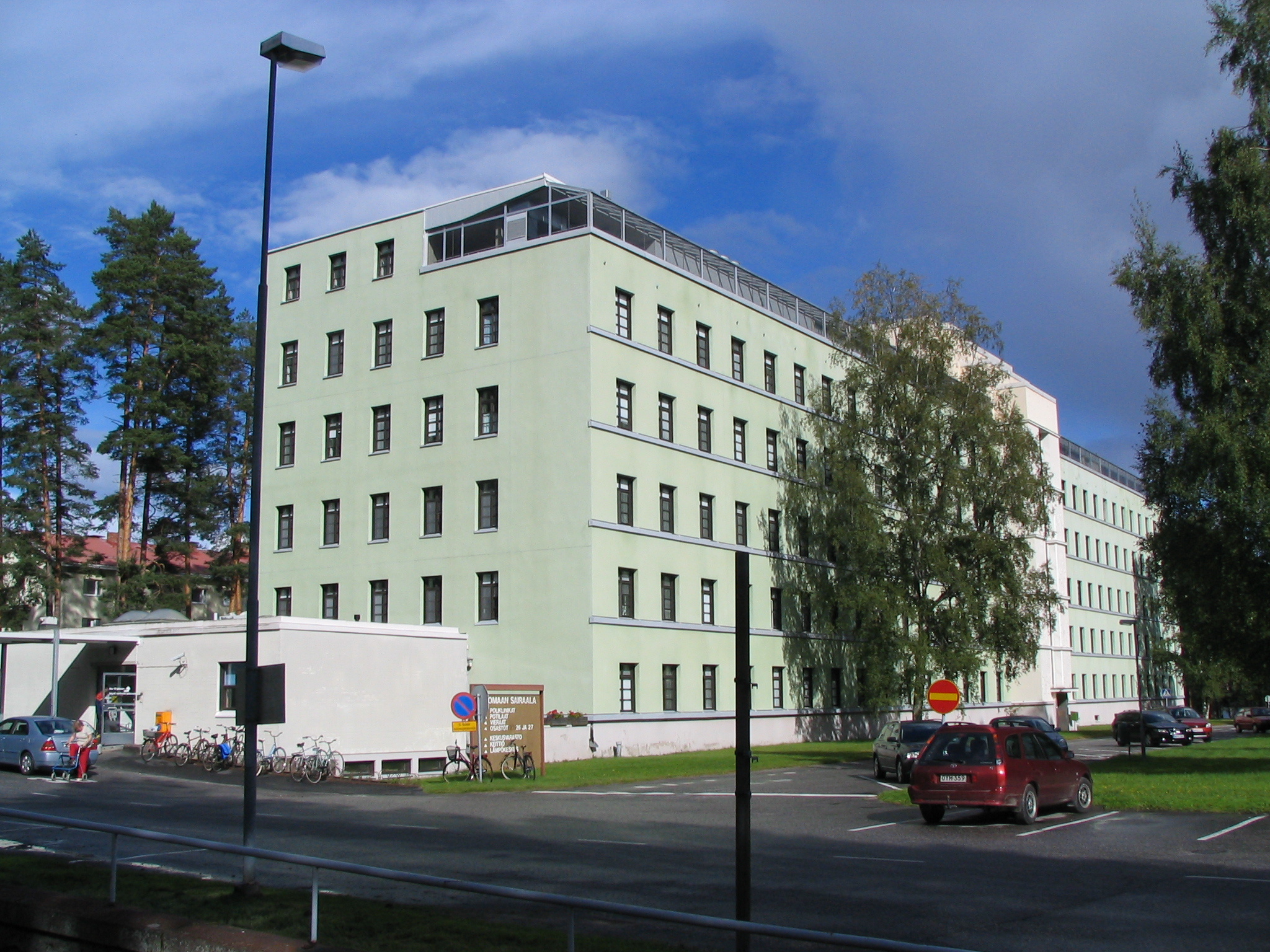
Hôpital de Kinkomaa
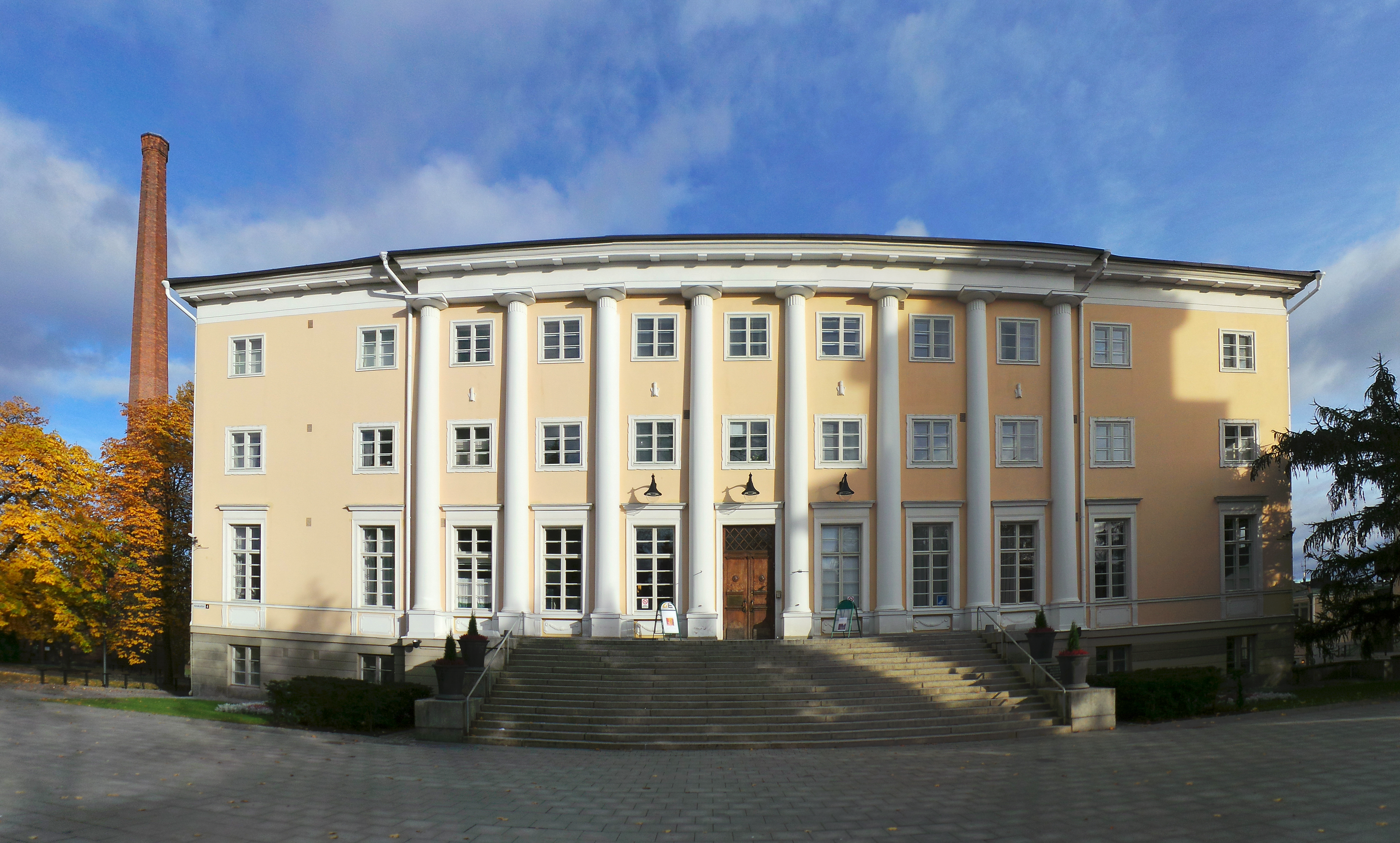
Ancienne bibliothèque de Tampere, 1925

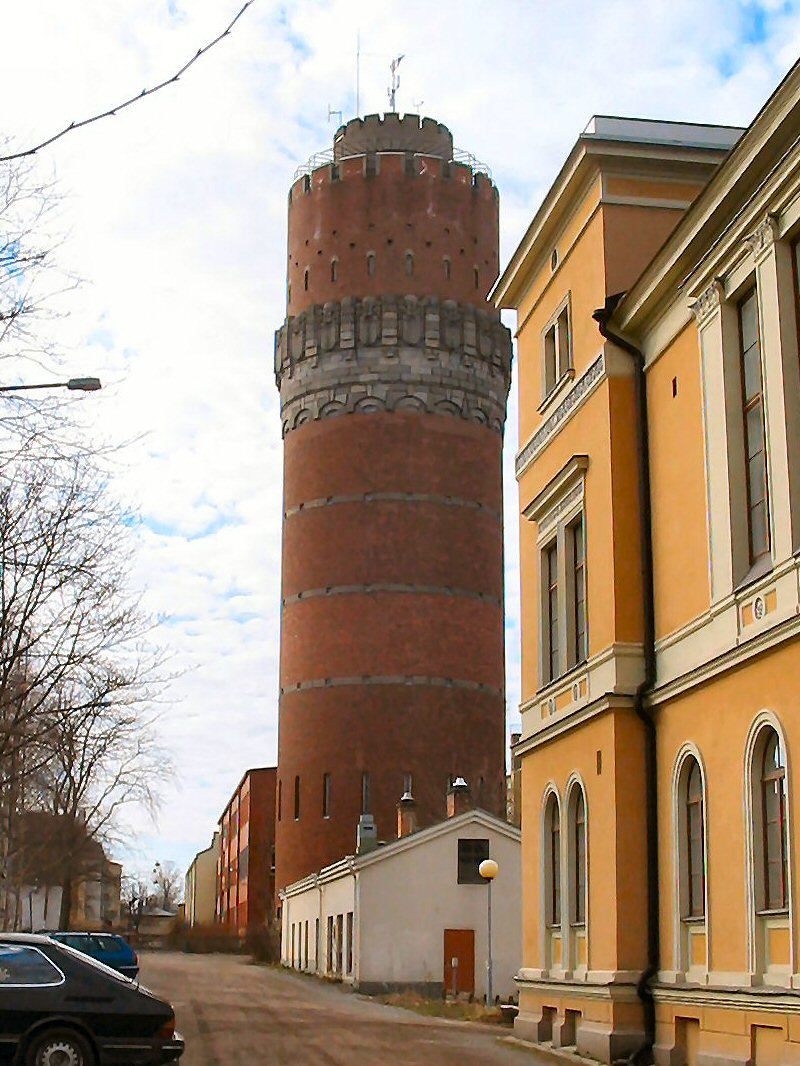
Château d'eau de Vaasa
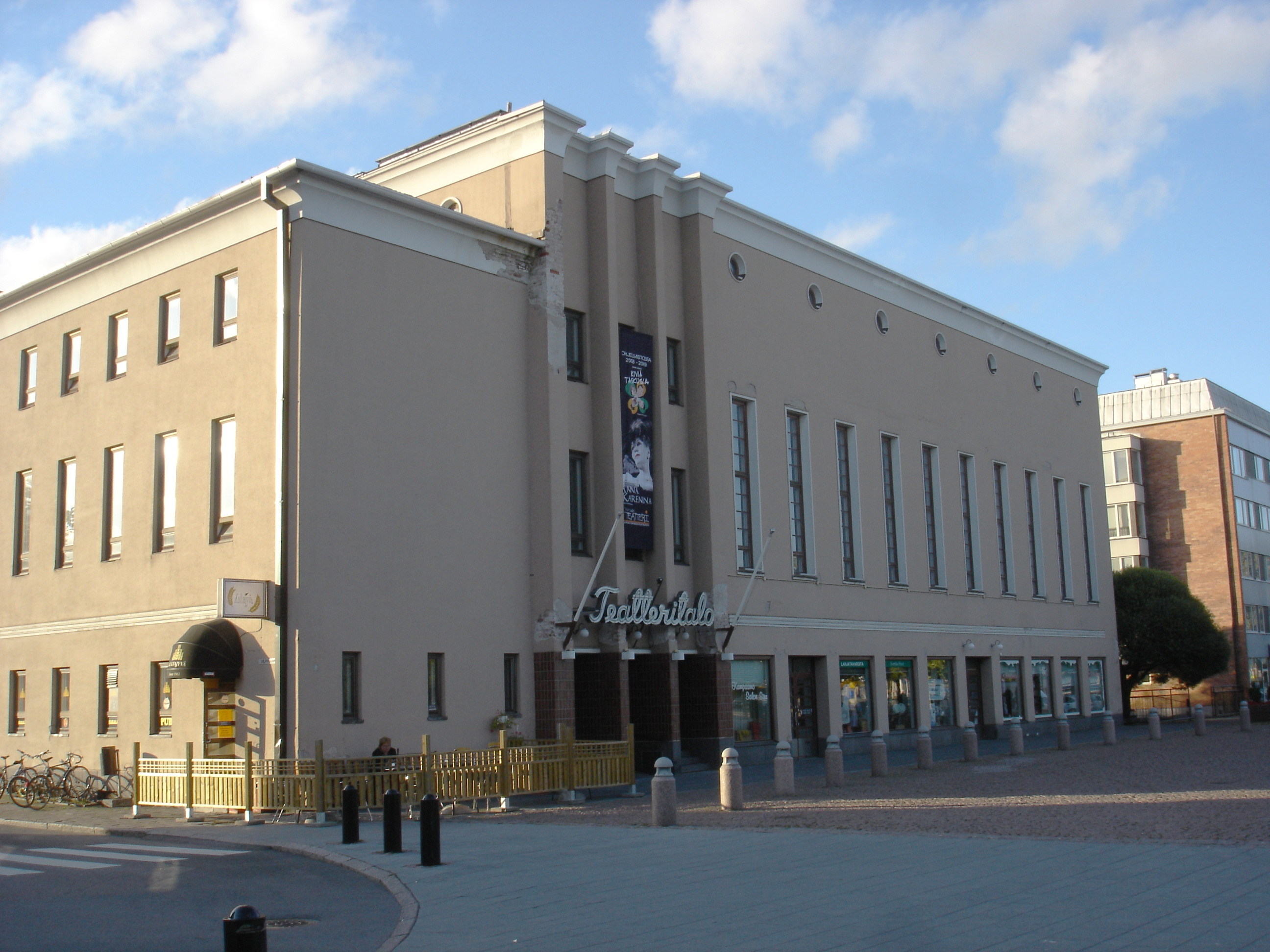
Théâtre de Forssa.
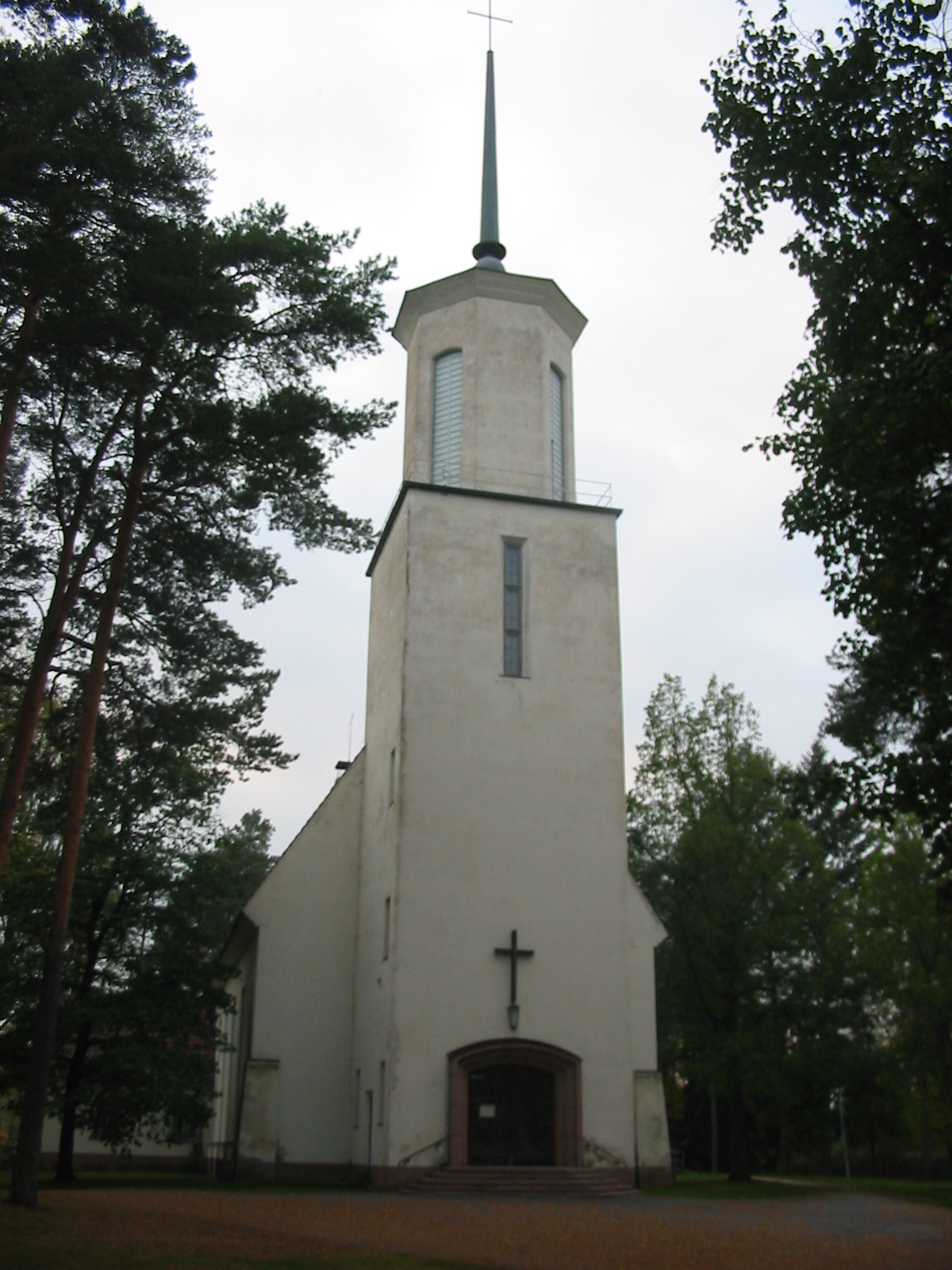
Église de Koski Tl
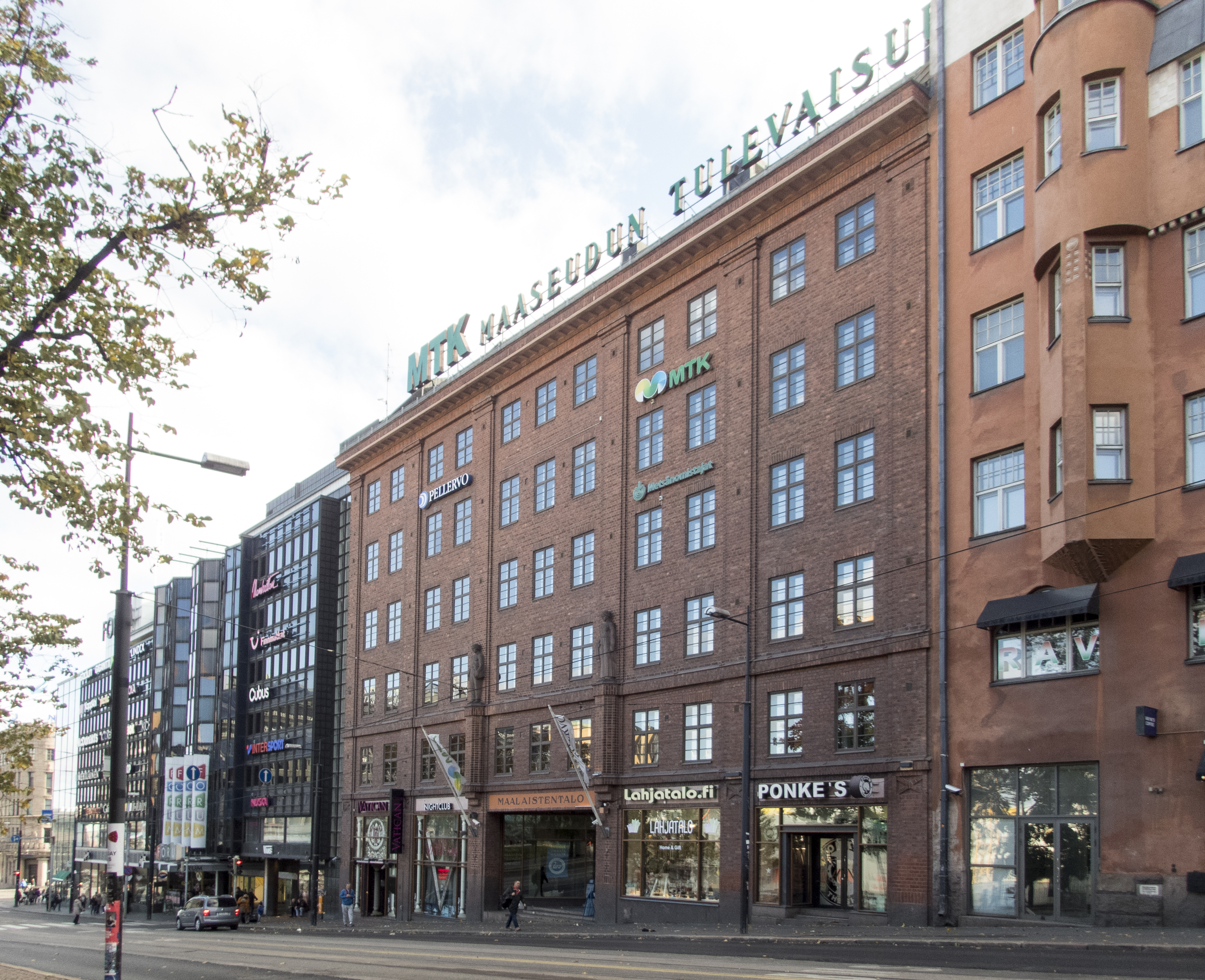
Simonkatu 6, Helsinki.
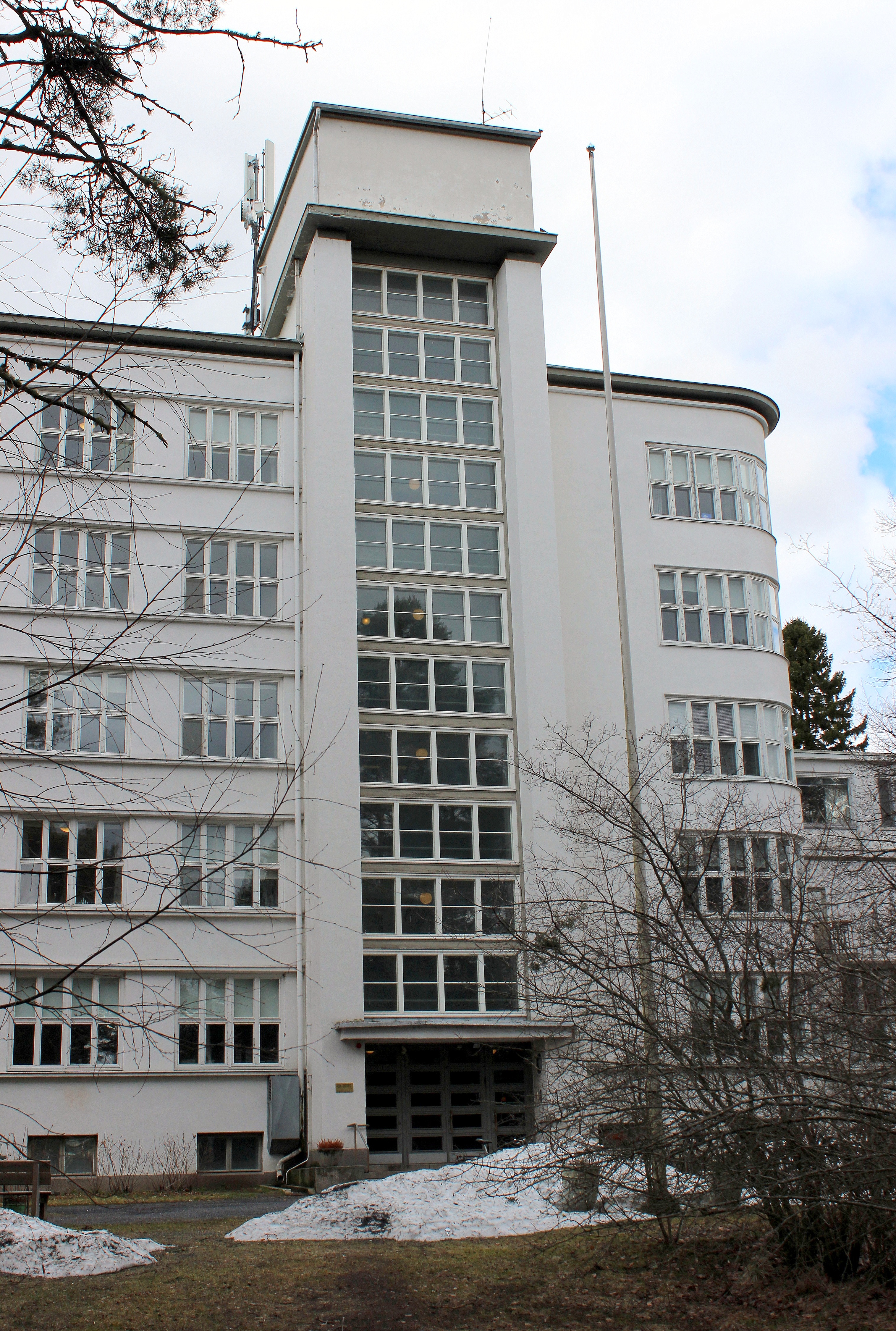
Sanatorium de Päivärinne.